# Stieglitz (deutsch-baltisches Adelsgeschlecht)

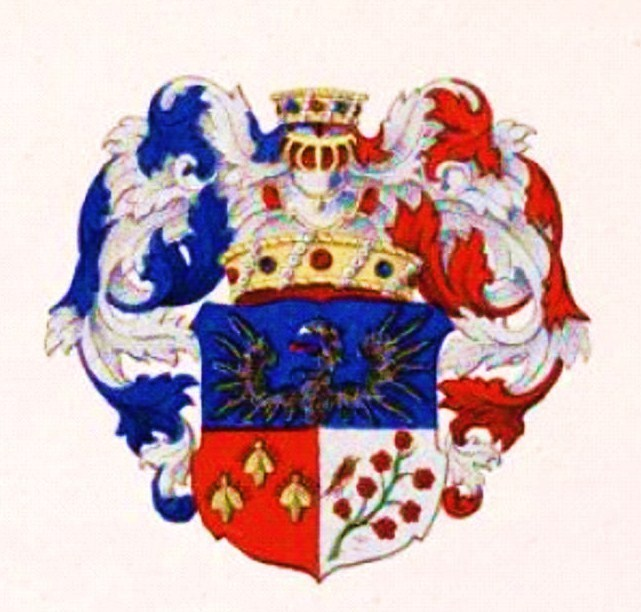
Wappen derer von Stieglitz im Baltikum

Stieglitz ist der Name eines erloschenen deutsch-baltischen Briefadelsgeschlechts.
Die Familie ist zu unterscheiden von dem wappenverschiedenen, nicht stammverwandten sächsischen Adelsgeschlecht Stieglitz und dem deutsch-dänischen Adelsgeschlecht Stieglitz-Brockdorff.

## Geschichte
Ludwig Stieglitz (1779–1843), Sohn des Waldecker Schutzjuden Hirsch Bernhard Stieglitz und dessen Ehefrau Edel Elisabeth geb. Marcus, zog als junger Mann und Vertreter des Familienunternehmens nach Russland. Durch Handels- und Bankgeschäfte kam er zu großem Vermögen und Einfluss. Am 22. August bzw. 3. September 1826 wurde er von seiner Majestät in den Russischen erblichen Freiherrenstand erhoben. Schon zuvor besaß er durch Russischen Orden den Personaladel. Ludwig Stieglitz erwarb in Kurland das Gut Gross-Essern und wurde am 3. Mai 1840 unter Nr. 300 der Kurländischen Adelsmatrikel verzeichnet. Seine Nachkommen erhielten die Anerkennung des Freiherrenstands durch Senatsukas vom 3. April 1862.
Ludwig von Steiglitz’ Sohn Alexander von Stieglitz (1814–1884) war bis 1866 erster Gouverneur der von Zar Alexander II. neu gegründeten Staatsbank.

## Persönlichkeiten
- Ludwig Stieglitz (1779–1843), ab 1826 Ludwig Baron von Stieglitz, russischer Unternehmer und Bankier deutsch-jüdischer Herkunft; Gründer des Bankhauses Stieglitz & Co.
- Johann Stieglitz (1767–1840), deutscher Arzt und Autor
- Heinrich Wilhelm Stieglitz (1801–1849), deutscher Philologe und Lyriker
- Alexander von Stieglitz (1814–1884), russischer Bankier, Industrieller, Mäzen und Philanthrop

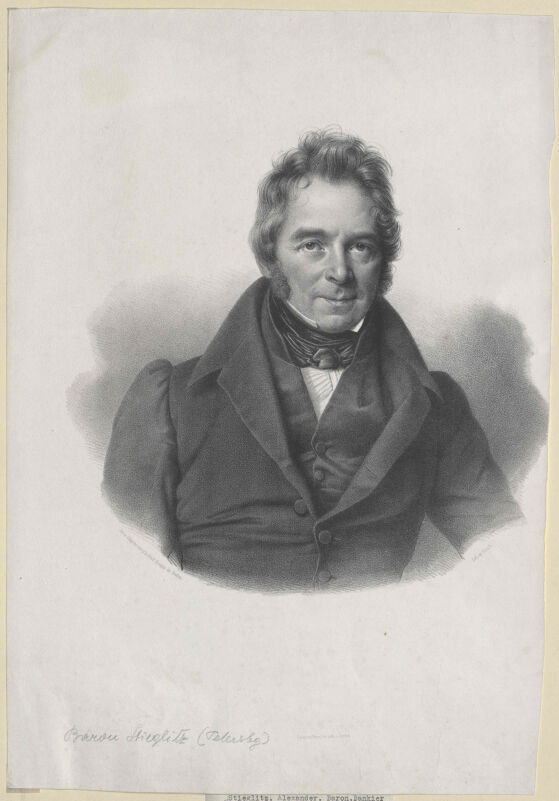
Ludwig Baron von Stieglitz (1779–1843)
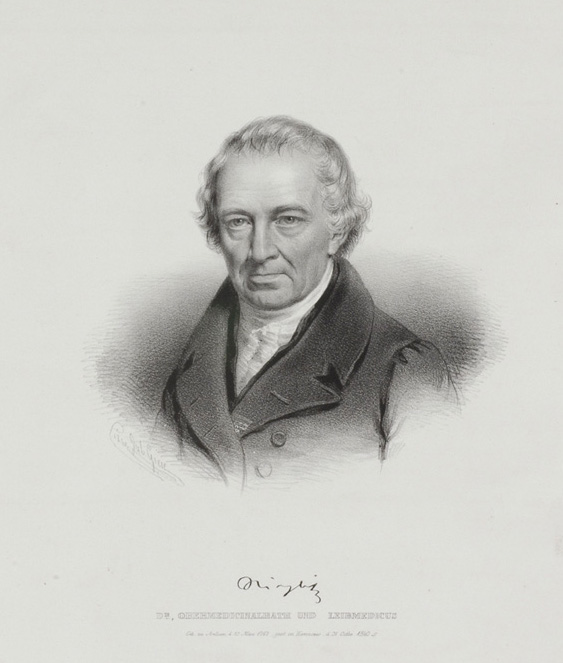
Johann Stieglitz (1767–1840)
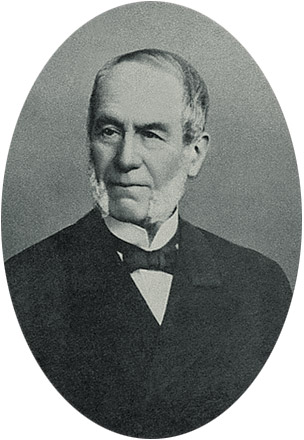
Alexander Baron von Stieglitz (1814–1884)

## Wappen
Blasonierung: Geteilt und unten gespalten; oben in Blau ein aus der Teilungslinie wachsender goldenbewehrter, rotgezungter schwarzer Adler; unten rechts in Rot drei (1:2) goldene Bienen, links in Silber ein schräglinker grüner Distelzweig, oberhalb mit vier, unterhalb mit drei roten Blüten, auf der untersten der oberhalben Blüten stehend und linksgekehrt, ein naturfarbener Stieglitz; auf dem Schild eine (französische) Baronskrone, darauf der Helm mit rechts blau-silbernen, links rot-silbernen Decken, gekrönt mit der gleichen Baronskrone.